# アンドレ・アガシ
アンドレ・カーク・アガシ（Andre Kirk Agassi, 1970年4月29日 - ）は、アメリカ合衆国ネバダ州ラスベガス出身の元男子プロテニス選手。右利き、バックハンドは両手打ち。ATPツアーのシングルスで男子歴代8位となる60勝、ダブルスでは1勝を挙げた。
キャリア・グランドスラム・オリンピックシングルス金メダル・ATPツアーファイナルチャンピオンシップ優勝の3冠のスーパースラム達成者。4大大会通算8勝は、ジミー・コナーズやイワン・レンドルらと並ぶ男子歴代8位タイ記録
。
父親はイランからの移民者で、アルメニア系の元ボクシング選手であり、母親はイングランド系の白人である。姉のリタは往年の名テニスプレーヤーパンチョ・ゴンザレスの最晩年の妻でもある。
妻は、同じくテニス選手のシュテフィ・グラフ。

## 選手経歴
アガシは4人兄弟の末っ子として生まれ、4歳からテニスを始めた。13歳の時、彼はフロリダ州ボカラトンにあるニック・ボロテリー・テニスアカデミーに入学した。1986年に16歳でプロ転向。1988年全仏オープンと1988年全米オープンで初のベスト4に入り、ATPツアーでも年間6大会に優勝して、18歳で世界ランク3位に躍進した。しかし1990年全仏オープン決勝ではアンドレス・ゴメスに、同年の全米オープン決勝ではピート・サンプラスに敗れる。翌1991年全仏オープン決勝では、少年時代からのライバルであったジム・クーリエに敗れて2年連続の準優勝に終わった。
1992年ウィンブルドン選手権決勝でゴラン・イワニセビッチをフルセットの末に破り、宿願の4大大会初優勝を達成。その後1994年全米オープンと1995年全豪オープンでも優勝し、1996年アトランタ五輪では決勝でスペインのセルジ・ブルゲラを破って金メダルを獲得した。
1997年4月には女優のブルック・シールズと結婚するが、わずか2年で離婚する。
それからしばらくは極度の低迷に陥り、同年末には世界ランキングを141位まで落とす。しかし、当時のコーチであったブラッド・ギルバートの指導により、徐々に復調を果たす。1999年全仏オープン決勝で、アガシはアンドレイ・メドベデフに2セット先取されてからの大逆転で破り、1969年のロッド・レーバー以来30年ぶり史上5人目のキャリア・グランドスラムを達成した。この偉業で再び波に乗ったアガシは、同年の全米オープンで5年ぶり2度目の優勝を遂げ、2000年全豪オープン・2001年全豪オープンで大会2連覇を果たした。
引退直後のシュテフィ・グラフと交際し、2001年10月22日に再婚した。同年代のライバルたちがほとんど現役引退した後も、アガシが世界トップ10の活躍を続けてきたのは、4大大会通算「22勝」を達成したかつての名選手、グラフの内助の功が大きいとされている。
2003年全豪オープン決勝戦でライナー・シュットラーを破った後、しばらく4大大会の決勝から遠ざかっていた。全仏オープンでは2004年と2005年の2年連続で初戦敗退を喫している。2005年全米オープンで、35歳にして3年ぶり6度目の全米決勝進出を果たしたが、第1シードのロジャー・フェデラーに3-6, 6-2, 6-7, 1-6で敗れて準優勝に終わった。
アガシは2006年6月24日に会見を開き、同年の全米オープン終了後に現役引退する意向を表明した。最後のウィンブルドン選手権では、3回戦で第2シードのラファエル・ナダルに6-7, 2-6, 4-6で完敗した。そして、現役最後の大会となった全米オープンでは1回戦でアンドレイ・パベルを、2回戦でマルコス・バグダティスを破ったが、3回戦で予選勝者ベンヤミン・ベッカーに5-7, 7-6, 4-6, 5-7で敗れ、21年間の現役生活に終止符を打った。
アガシのATPツアー初優勝は1987年11月のイタパリカでの大会で、最後の優勝は2005年7月のメルセデスベンツ・カップ大会であった。

## プレースタイル
ライジングショット、リターンを得意とした1990年代から2000年代前半有数のグラウンドストローカー。
相性から、1990年代～2000年代前半のビッグサーバー達(シュティヒ、ロディック等)をカモにしていたが、クーリエ、チャン等グランドストローカー同士には苦戦することもあった。
ハードヒットする時にヘビースピンからフラットまで幅広く打ち分けられるのも大きな特徴。インパクトの時間までコントロールできるような天才的なボールタッチを持っている。そのため球種も豊富で、縦方向と横方向と両方のボールコントロールに優れている。 バックハンドは安定性を重視しており、リストワークでトップスピンの量を調整できる。
世界一と言われたリターンは小さなテイクバックから強打する技術があり、さらに不十分な体勢でもしっかりと返せるリストワークや面の操作のうまさがある。そして、打球反応やハンド・アイ・コーディネーションも良く、早いタイミングで正確にボールをとらえられる（打点が遅れることがほとんどない）ので、ミスも少なく攻撃力も高い。どんな相手にもつねにポジションを前にとってプレッシャーをかけ続け、相手のファーストサービスの確率を落としていく。
アガシは若い頃から、ライジング打法を用いた積極的に攻めるテニスを得意としたが、ともすると強引にエースを狙いすぎる傾向があり、自分のリズムを崩してしまうこともたびたびであった。キャリアの後半はライジング打法をカウンターとして用い、非常に安定したテニスを繰り広げてきた。

## 引退後
グラフと2人の子供(長男、長女)と共にネバダ州ラスベガスに在住。カリフォルニア州サンフランシスコ周辺にも2300万ドルで購入した豪邸がある。
2001年、「アンドレ・アガシ・チャリティ基金」を設立。定期的に主催するチャリティイベント Grand Slam for Children にはスティービー・ワンダー、ロッド・スチュワート、ビリー・ジョエル、デュラン・デュラン、マライア・キャリー、アッシャーなど非常に豪華なミュージシャンが参加し、これまでに6000万ドル以上の寄付金を集めている。
2009年11月9日に出版された自叙伝「Open」の中で、1990年の頃のロック・スターさながらの鬣の様な長髪はカツラで、ブルック・シールズの説得により1994年末にスキンヘッドにしたと告白。また、1997年には覚醒剤であるメタンフェタミンを服用していたという。
2011年7月に国際テニス殿堂入りを果たした。
2015年1月に「夢対決!とんねるずのスポーツ王は俺だ!スペシャル」に出演。
2020年の6月には、長男ジェーデン・アガシ（当時・18歳）がMLBのドラフトに指名されなかったことが話題になった。その後、2025年に2026年大会WBC予選の野球ドイツ代表に選出される。（妻のグラフがドイツ国籍で親の国籍で代表に選出が可能なため）

## 記録
キャリア・スーパースラム達成
グランドスラム制覇・オリンピック金メダル・年間最終戦優勝
全豪オープン「26連勝」
2000–2004
全豪オープン勝率「88.89% (48–6)」
1大会でのゲーム獲得率「71.6% (121–48) 」
2003年全豪オープン
全米オープン21年連続出場
マイアミ・マスターズ優勝「6回」
世界ランキング10位以内「16年」
ジミー・コナーズとタイ記録。

## 主要大会決勝

### グランドスラム決勝

#### シングルス: 15 (8 タイトル, 7 準優勝)
- 全豪オープン：4勝（1995年、2000年＆2001年、2003年）
- 全仏オープン：1勝（1999年）　［この優勝で4大大会完全制覇を達成］〔準優勝2度：1990年＆1991年〕
- ウィンブルドン：1勝（1992年）〔準優勝1度：1999年〕
- 全米オープン：2勝（1994年、1999年）〔準優勝4度：1990年、1995年、2002年、2005年〕

| 結果   | 年     | 大会           | 対戦相手                   | スコア                  |
| ------ | ------ | -------------- | -------------------------- | ----------------------- |
| 準優勝 | 1990年 | 全仏オープン   | アンドレス・ゴメス         | 3–6, 6–2, 4–6, 4–6      |
| 準優勝 | 1990年 | 全米オープン   | ピート・サンプラス         | 4–6, 3–6, 2–6           |
| 準優勝 | 1991年 | 全仏オープン   | ジム・クーリエ             | 6–3, 4–6, 6–2, 1–6, 4–6 |
| 優勝   | 1992年 | ウィンブルドン | ゴラン・イワニセビッチ     | 6-7, 6-4, 6-4, 1-6, 6-4 |
| 優勝   | 1994年 | 全米オープン   | ミヒャエル・シュティヒ     | 6-1, 7-6, 7-5           |
| 優勝   | 1995年 | 全豪オープン   | ピート・サンプラス         | 4-6, 6-1, 7-6, 6-4      |
| 準優勝 | 1995年 | 全米オープン   | ピート・サンプラス         | 4–6, 3–6, 6–4, 5–7      |
| 優勝   | 1999年 | 全仏オープン   | アンドレイ・メドベデフ     | 1-6, 2-6, 6-4, 6-3, 6-4 |
| 準優勝 | 1999年 | ウィンブルドン | ピート・サンプラス         | 3–6, 4–6, 5–7           |
| 優勝   | 1999年 | 全米オープン   | トッド・マーティン         | 6-4, 6-7, 6-7, 6-3, 6-2 |
| 優勝   | 2000年 | 全豪オープン   | エフゲニー・カフェルニコフ | 3-6, 6-3, 6-2, 6-4      |
| 優勝   | 2001年 | 全豪オープン   | アルノー・クレマン         | 6-4, 6-2, 6-2           |
| 準優勝 | 2002年 | 全米オープン   | ピート・サンプラス         | 3–6, 4–6, 7–5, 4–6      |
| 優勝   | 2003年 | 全豪オープン   | ライナー・シュットラー     | 6-2, 6-2, 6-1           |
| 準優勝 | 2005年 | 全米オープン   | ロジャー・フェデラー       | 3–6, 6–2, 6–7(1–7), 1–6 |

### 年間最終戦決勝

#### シングルス: 4 (1 タイトル, 3 準優勝)
| 結果   | 年   | 開催地         | サーフェス | 対戦相手             | スコア             |
| ------ | ---- | -------------- | ---------- | -------------------- | ------------------ |
| 優勝   | 1990 | フランクフルト | カーペット | ステファン・エドベリ | 5–7, 7–6, 7–5, 6–2 |
| 準優勝 | 1999 | ハノーバー     | カーペット | ピート・サンプラス   | 1–6, 5–7, 4–6      |
| 準優勝 | 2000 | リスボン       | 室内ハード | グスタボ・クエルテン | 4–6, 4–6, 4–6      |
| 準優勝 | 2003 | ヒューストン   | ハード     | ロジャー・フェデラー | 3–6, 0–6, 4–6      |

### オリンピック決勝

#### シングルス: 1 (1 金メダル)
| 結果 | 年   | 開催地     | サーフェス | 対戦相手         | スコア        |
| ---- | ---- | ---------- | ---------- | ---------------- | ------------- |
| 優勝 | 1996 | アトランタ | ハード     | セルジ・ブルゲラ | 6–2, 6–3, 6–1 |

### マスターズシリーズ決勝

#### シングルス: 23 (17 タイトル, 6 準優勝)
| 結果   | 年   | 開催地               | サーフェス     | 対戦相手                     | スコア                  |
| ------ | ---- | -------------------- | -------------- | ---------------------------- | ----------------------- |
| 準優勝 | 1989 | ローマ               | クレー         | アルベルト・マンチーニ       | 3–6, 6–4, 6–2, 6–7, 1–6 |
| 準優勝 | 1990 | インディアンウェルズ | ハード         | ステファン・エドベリ         | 4–6, 7–5, 6–7, 6–7      |
| 優勝   | 1990 | マイアミ             | ハード         | ステファン・エドベリ         | 6–1, 6–4, 0–6, 6–2      |
| 優勝   | 1992 | カナダ               | ハード         | イワン・レンドル             | 3–6, 6–2, 6–0           |
| 優勝   | 1994 | マイアミ             | ハード         | ピート・サンプラス           | 7–5, 3–6, 3–6           |
| 優勝   | 1994 | カナダ               | ハード         | ジェイソン・ストルテンバーグ | 6–4, 6–4                |
| 優勝   | 1994 | パリ                 | 室内カーペット | マルク・ロセ                 | 6–3, 6–3, 4–6, 7–5      |
| 準優勝 | 1995 | インディアンウェルズ | ハード         | ピート・サンプラス           | 5–7, 3–6, 5–7           |
| 優勝   | 1995 | マイアミ             | ハード         | ピート・サンプラス           | 3–6, 6–2, 7–6           |
| 優勝   | 1995 | カナダ               | ハード         | ピート・サンプラス           | 3–6, 6–2, 6–3           |
| 優勝   | 1995 | シンシナティ         | ハード         | マイケル・チャン             | 7–5, 6–2                |
| 優勝   | 1996 | マイアミ             | ハード         | ゴラン・イワニセビッチ       | 3–0, ret.               |
| 優勝   | 1996 | シンシナティ         | ハード         | マイケル・チャン             | 7–6, 6–4                |
| 準優勝 | 1998 | マイアミ             | ハード         | マルセロ・リオス             | 5–7, 3–6, 4–6           |
| 優勝   | 1999 | パリ                 | 室内カーペット | マラト・サフィン             | 7–6, 6–2, 4–6, 6–4      |
| 優勝   | 2001 | インディアンウェルズ | ハード         | ピート・サンプラス           | 7–6, 7–5, 6–1           |
| 優勝   | 2001 | マイアミ             | ハード         | ジャン・マイケル・ガンビル   | 7–6, 6–1, 6–0           |
| 優勝   | 2002 | マイアミ             | ハード         | ロジャー・フェデラー         | 6–3, 6–3, 3–6, 6–4      |
| 優勝   | 2002 | ローマ               | クレー         | トミー・ハース               | 6–3, 6–3, 6–0           |
| 優勝   | 2002 | マドリード           | 室内ハード     | イジー・ノバク               | W/O                     |
| 優勝   | 2003 | マイアミ             | ハード         | カルロス・モヤ               | 6–3, 6–3                |
| 優勝   | 2004 | シンシナティ         | ハード         | レイトン・ヒューイット       | 6–3, 3–6, 6–2           |
| 準優勝 | 2005 | カナダ               | ハード         | ラファエル・ナダル           | 3–6, 6–4, 2–6           |

## ATPツアー決勝進出結果

### シングルス: 90 (60タイトル, 30準優勝)
| 大会グレード                                |
| ------------------------------------------- |
| グランドスラム (8–7)                        |
| 年間最終戦 (1–3)                            |
| グランドスラムカップ (0–1)                  |
| ATPマスターズシリーズ (17–5)                |
| オリンピック金メダル (1–0)                  |
| ATPインターナショナルシリーズゴールド (6–3) |
| ATPツアー (27–11)                           |

| サーフェス別タイトル |
| -------------------- |
| ハード (46–24)       |
| クレー (7–5)         |
| 芝 (1–1)             |
| カーペット (6–0)     |

| コート別タイトル |
| ---------------- |
| 屋外 (48–22)     |
| 室内 (12–8)      |

## シングルス成績
略語の説明
| W | F | SF | QF | #R | RR | Q# | LQ | A | Z# | PO | G | S | B | NMS | P | NH |

W=優勝, F=準優勝, SF=ベスト4, QF=ベスト8, #R=#回戦敗退, RR=ラウンドロビン敗退, Q#=予選#回戦敗退, LQ=予選敗退, A=大会不参加, Z#=デビスカップ/BJKカップ地域ゾーン, PO=デビスカップ/BJKカッププレーオフ, G=オリンピック金メダル, S=オリンピック銀メダル, B=オリンピック銅メダル, NMS=マスターズシリーズから降格, P=開催延期, NH=開催なし.
| 大会               | 1986 | 1987 | 1988 | 1989 | 1990 | 1991 | 1992 | 1993 | 1994 | 1995 | 1996 | 1997 | 1998 | 1999 | 2000 | 2001 | 2002 | 2003 | 2004 | 2005 | 2006 | 通算  |
| ------------------ | ---- | ---- | ---- | ---- | ---- | ---- | ---- | ---- | ---- | ---- | ---- | ---- | ---- | ---- | ---- | ---- | ---- | ---- | ---- | ---- | ---- | ----- |
| 全豪オープン       | -    | A    | A    | A    | A    | A    | A    | A    | A    | W    | SF   | A    | 4R   | 4R   | W    | W    | A    | W    | SF   | QF   | A    | 48–5  |
| 全仏オープン       | A    | 2R   | SF   | 3R   | F    | F    | SF   | A    | 2R   | QF   | 2R   | A    | 1R   | W    | 2R   | QF   | QF   | QF   | 1R   | 1R   | A    | 51–16 |
| ウィンブルドン     | A    | 1R   | A    | A    | A    | QF   | W    | QF   | 4R   | SF   | 1R   | A    | 2R   | F    | SF   | SF   | 2R   | 4R   | A    | A    | 3R   | 46–13 |
| 全米オープン       | 1R   | 1R   | SF   | SF   | F    | 1R   | QF   | 1R   | W    | F    | SF   | 4R   | 4R   | W    | 2R   | QF   | F    | SF   | QF   | F    | 3R   | 79–19 |
| 年間最終戦         |      |      |      |      |      |      |      |      |      |      |      |      |      |      |      |      |      |      |      |      |      |       |
| マスターズ・カップ |      |      | RR   | RR   | W    | SF   |      |      | SF   |      | RR   |      | RR   | F    | F    | RR   | RR   | F    |      | RR   |      | 22–20 |
| オリンピック       |      |      |      |      |      |      |      |      |      |      |      |      |      |      |      |      |      |      |      |      |      |       |
| 夏季オリンピック   |      |      |      |      |      |      |      |      |      |      | G    |      |      |      |      |      |      |      |      |      |      |       |
| 年間最終ランキング |      |      |      |      |      |      |      |      |      |      |      |      |      |      |      |      |      |      |      |      |      |       |
| 順位               | 91   | 25   | 3    | 7    | 4    | 10   | 9    | 24   | 2    | 2    | 8    | 110  | 6    | 1    | 6    | 3    | 2    | 4    | 8    | 7    | 150  |       |

## 対戦成績
2014年3月19日までの勝敗記録
世界ランク最高10位以内で5回以上の対戦がある選手、世界ランク1位在位者、グランドスラム決勝で対戦のある選手を記載。
- マイケル・チャン 15–7
- ピート・サンプラス 14–20
- トッド・マーティン 13–5
- ウェイン・フェレイラ 11–0
- ボリス・ベッカー 10–4
- パトリック・ラフター 10–5
- グレグ・ルーゼドスキー 9–2
- エフゲニー・カフェルニコフ 8–4
- ペトル・コルダ 7–1
- セルジ・ブルゲラ 7–2
- グスタボ・クエルテン 7–4
- ミヒャエル・シュティヒ 6–0
- ニコラス・キーファー 6–0
- トーマス・ヨハンソン 6–1
- マーク・フィリプーシス 6–2
- ステファン・エドベリ 6–3
- トミー・ハース 6–4
- ヨナス・ビョルクマン 5–0
- アンディ・ロディック 5–1
- イジー・ノバク 5–1
- ギリェルモ・コリア 5–2
- マッツ・ビランデル 5–2
- アーロン・クリックステイン 5–3
- アレックス・コレチャ 5–3
- トーマス・ムスター 5–4
- トーマス・エンクビスト 5–5
- ジム・クーリエ 5–7
- ジェームズ・ブレーク 4–1
- エミリオ・サンチェス 4–1
- ライナー・シュットラー 4–1
- アルベルト・コスタ 4–1
- ガストン・ガウディオ 4–1
- マルク・ロセ 4–2
- アルノー・クレマン 4–2
- リカルト・クライチェク 4–3
- セバスチャン・グロジャン 4–3
- ゴラン・イワニセビッチ 4–3
- レイトン・ヒューイット 4–4
- ブラッド・ギルバード 4–4
- カルロス・モヤ 3–1
- ヤコブ・ラセク 3–2
- マグヌス・グスタフソン 3–3
- マラト・サフィン 3–3
- カロル・クチェラ 3–4
- ロジャー・フェデラー 3–8
- ジミー・コナーズ 2–0
- フアン・カルロス・フェレーロ 2–3
- アンドレス・ゴメス 2–3
- イワン・レンドル 2–6
- アンドレイ・メドベデフ 1–1
- マルセロ・リオス 1–2
- ラファエル・ナダル 0–2

※太字は世界ランキング1位経験者

## 関連情報

### ゲーム
- アンドレ・アガシ テニス（1994年3月31日に日本物産より発売。スーパーファミコン用ソフト。アンドレ・アガシ監修）[8]